# Ding Yanyuhang
Ding Yanyuhang (丁彥雨航T, 丁彦雨航S, Dīng YànyǔhángP; Karamay, 20 agosto 1993) è un cestista cinese.

## Carriera
Dal 2011 gioca con i Shandong Golden Stars. È stato nominato dall'Associazione Cinese di Basket (CBA) MVP del All-Star Game nel 2017.

### Nazionale
Ding ha rappresentato la squadra nazionale di basket cinese al FIBA Asia Championship di Changsha, Cina, dove ha vinto la medaglia d'oro nel 2015 Ha anche partecipato ai Giochi Olimpici Estivi del 2016.